# Deutsche Sledge-Eishockey Liga 2001/02
Die Saison 2001/02 war die zweite Spielzeit der Deutschen Sledge-Eishockey Liga. Wie im Vorjahr nahmen mit den Bremer Pirates, Cardinals Dresden und Hannover Scorpions drei Mannschaften am Spielbetrieb teil. Den Titel des Deutschen Meisters sicherten sich erneut die Hannover Scorpions.

## Modus
Die drei Mannschaften trugen die Spielzeit im Ligasystem aus. Dabei spielte jedes Team insgesamt acht Mal und somit vier Mal gegen jedes andere Mannschaft. Insgesamt umfasste die Saison zwölf Spiele. Für einen Sieg gab es statt zwei nun drei Punkte, bei einem Unentschieden für jede Mannschaft einen.

## Saisonverlauf
Nachdem die vorangegangene Spielzeit erst im Februar 2001 begonnen hatte, startete die neue Spielzeit diesmal vier Monate vorher im Oktober desselben Jahres. Die Hannover Scorpions demonstrierten gleich  in den ersten Spielen gegen ihre Konkurrenten, die sie mit 35:0 in Bremen und 21:0 gegen Dresden gewannen, ihre Vormachtstellung. Die Hannoveraner sicherten sich schließlich souverän und verlustpunktfrei den zweiten Meistertitel. Die Plätze dahinter belegten die Cardinals Dresden, die alle Vergleich gegen Bremen gewannen.

## Abschlusstabelle
Abkürzungen: Sp = Spiele, S = Siege, U = Unentschieden, N = Niederlagen, ET = Erzielte Tore, GT = Gegentore, TD = Tordifferenz, Pkt = Punkte
| Pos |                    | Sp | S | U | N | ET  | GT  | TD   | Pkt |
| --- | ------------------ | -- | - | - | - | --- | --- | ---- | --- |
| 1   | Hannover Scorpions | 8  | 8 | 0 | 0 | 116 | 2   | +114 | 24  |
| 2   | Cardinals Dresden  | 8  | 4 | 0 | 4 | 23  | 38  | −15  | 12  |
| 3   | Bremer Pirates     | 8  | 0 | 0 | 8 | 3   | 102 | −99  | 0   |